# David Lucas
David Lucas (ur. 23 listopada 1977 roku w Preston) – angielski piłkarz występujący na pozycji bramkarza w Fleetwood Town.

## Kariera klubowa
David Lucas zawodową karierę rozpoczynał w 1994 roku w zespole Preston North End. Występował tam przez dziesięć lat, w trakcie których rozegrał 123 ligowe pojedynki. W międzyczasie był wypożyczany do innych klubów - dwa razy do Darlington, raz do Scunthorpe United i dwa razy do Sheffield Wednesday. W drużynie popularnych "Sów" Lucas zrobił dobre wrażenie i 1 czerwca 2004 roku zespół ten pozyskał angielskiego golkipera na stałe. Działacze Sheffield Wednesday zapłacili za wychowanka Preston North End 100 tysięcy funtów, a Lucas wygrał z nowym klubem rozgrywki The Championship.
Następnie Anglik za darmo trafił do Barnsley, skąd również za darmo 11 września 2007 roku powędrował do Leeds United. W ekipie "The Whites" zadebiutował w meczu z Darlington w drugiej rundzie Johnstone's Paint Trophy. W drużynie z Elland Road Lucas początkowo pełnił rolę zmiennika dla duńskiego bramkarza Caspera Ankergrena, jednak w trakcie sezonu 2007/2008 przez kilka tygodni był podstawowym zawodnikiem swojej drużyny.
22 maja 2009 roku razem z Jonathanem Douglasem Lucas opuścił Leeds. 2 czerwca został piłkarzem Swindon Town. W 2011 roku przeszedł do Rochdale, a rok później do Birmingham City FC.

## Kariera reprezentacyjna
Lucas ma za sobą występy w młodzieżowych reprezentacjach Anglii. Grał w drużynach U-20 oraz U-21.